# Obra-prima

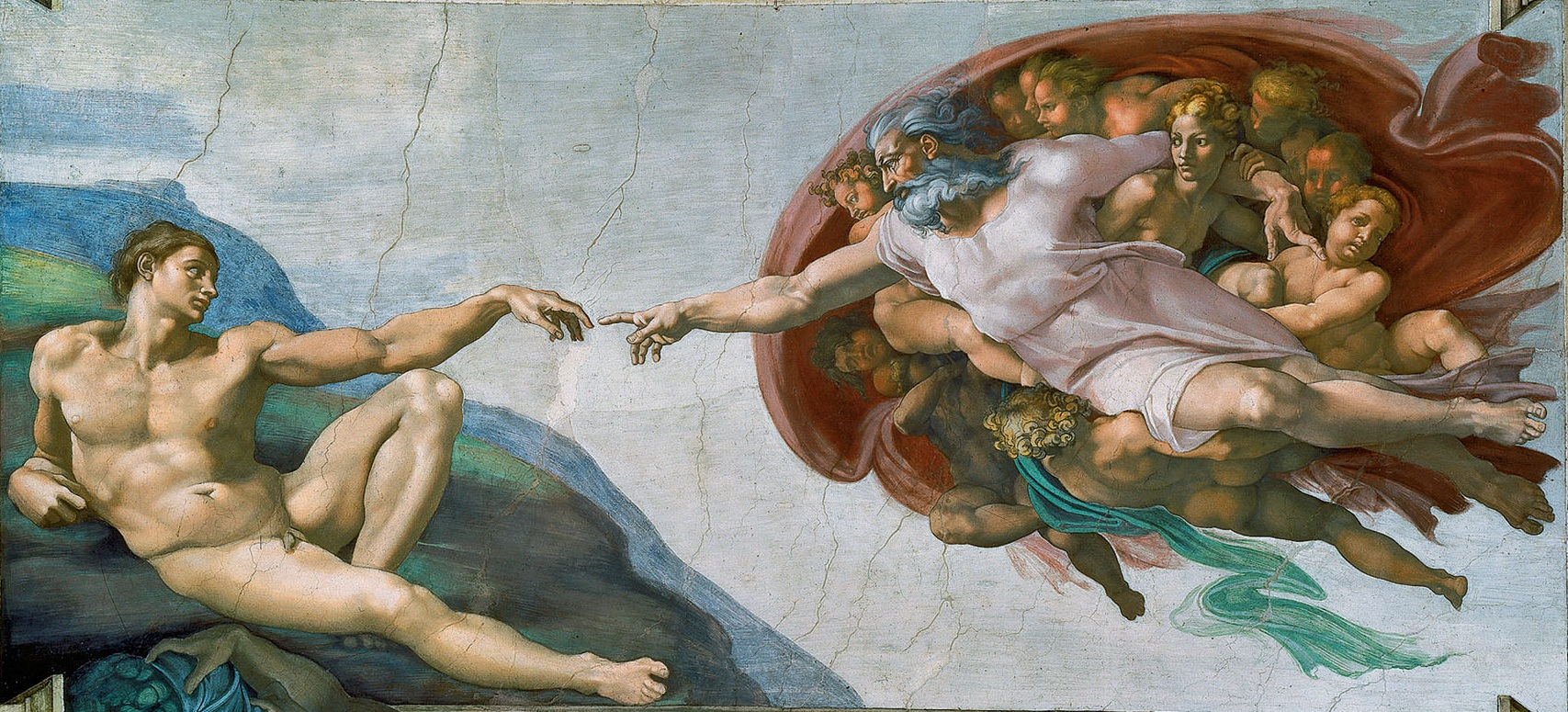
A Criação de Adão, considerada uma das obras-primas do pintor italiano Michelangelo.

Uma obra-prima, chef-d’œuvre, masterpiece ou magnum opus, no uso moderno, é uma criação que recebeu muitos elogios da crítica, especialmente aquela que é considerada o maior trabalho da carreira de uma pessoa ou um trabalho de excelente criatividade, habilidade, profundidade ou acabamento. Este tipo de denominação não se aplica somente a obras artísticas mas, também, a publicações gráficas e, inclusive, abstrações. Historicamente, uma obra-prima era uma obra de alto padrão produzida para obter a adesão de uma guilda ou outras instituições de alto padrão em várias áreas das artes visuais e do artesanato. Segundo o dicionário Oxford Languages, uma obra-prima é "a mais bela obra de um artista, de uma época, de um gênero, entre outros".

## História

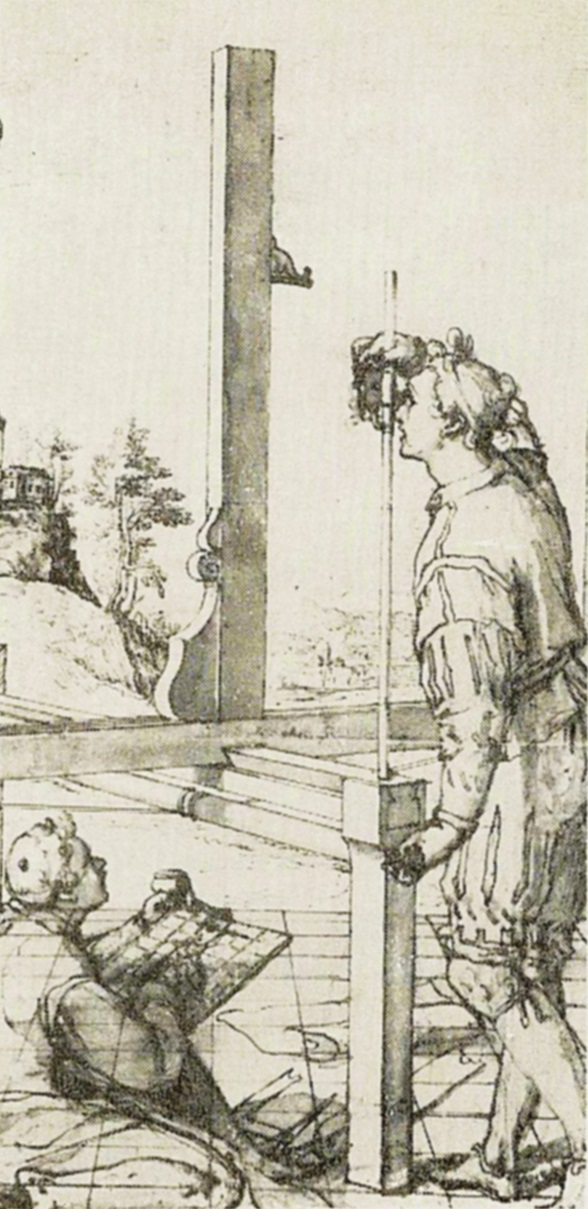
Federico Zuccari, Dois Aprendizes de Pintor, 1609. Eles teriam que produzir uma obra-prima para se tornarem mestres no final de seus aprendizados.

Originalmente, o termo obra-prima se referia a uma obra produzida por um aprendiz ou viajante que aspirava a se tornar um mestre artesão no antigo sistema de guildas europeu. Sua aptidão para se qualificar para a associação da guilda foi julgada em parte pela obra-prima, e se ele foi bem-sucedido, a peça foi mantida pela guilda. Portanto, tomou-se muito cuidado para produzir uma peça fina em qualquer que fosse o ofício, seja confeitaria, pintura, ourivesaria, fabricação de facas, couraria ou muitos outros ofícios.
Em Londres, no século 17, a Worshipful Company of Goldsmiths, por exemplo, exigia que um aprendiz produzisse uma obra-prima sob sua supervisão em uma "workhouse" no Goldsmiths' Hall. A casa de trabalho tinha sido criada como parte de um endurecimento das normas depois que a empresa ficou preocupada com o fato de que o nível de habilidade da ourivesaria estava sendo diluído. Os guardas da companhia queixaram-se em 1607 de que a "verdadeira prática da Arte e Mistério da Ourivesaria não só se transforma em grandes decadências, mas também se dispersa em muitas partes, de modo que agora muito poucos operários são capazes de terminar um pedaço de prato singularmente com todas as guarnições e partes dele sem a ajuda de muitas mãos...". A mesma ourivesaria ainda exige a produção de uma obra-prima, mas ela não é mais produzida sob supervisão.
Em Nuremberg, Alemanha, entre 1531 e 1572, os aprendizes que desejavam tornar-se mestres ourives eram obrigados a produzir copos de columbina, matrizes para um selo de aço e anéis de ouro fixados com pedras preciosas antes de poderem ser admitidos na guilda de ourives. Se eles não fossem admitidos, então eles poderiam continuar a trabalhar para outros ourives, mas não como um mestre. Em algumas guildas, os aprendizes não podiam se casar até que tivessem obtido a adesão plena.
Em seu significado original, o termo era geralmente restrito a objetos tangíveis, mas em alguns casos, onde as guildas abrangiam os criadores de produtos intangíveis, o mesmo sistema era usado. O exemplo mais conhecido hoje é a ópera Die Meistersinger von Nürnberg (1868), de Richard Wagner, onde grande parte da trama está preocupada com a composição do herói e a execução de uma canção "obra-prima", para permitir que ele se torne um meistersinger na guilda (não comercial) de Nuremberg. Isso segue o livro de regras sobrevivente da guilda.
A prática de produzir uma obra-prima continuou em algumas academias modernas de arte, onde o termo geral para tais obras agora é peça de recepção. A Royal Academy em Londres usa o termo "trabalho de diploma" e adquiriu uma bela coleção de trabalhos de diploma recebidos como condição de associação.

## Uso moderno
No uso moderno, uma obra-prima é uma criação em qualquer área das artes que recebeu muitos elogios críticos, especialmente uma que é considerada a maior obra da carreira de uma pessoa ou de uma obra de notável criatividade, habilidade, profundidade ou obra. Por exemplo, o romance David Copperfield de Charles Dickens é geralmente considerado uma obra-prima literária. O termo é frequentemente usado vagamente, e alguns críticos, como Edward Douglas do The Tracking Board, acham que é usado em excesso na descrição de filmes recentes.